# ’t Harde vasútállomás
’t Harde vasútállomás vasútállomás Hollandiában, ’t Harde településen.

## Vasútvonalak
Az állomást az alábbi vasútvonalak érintik:
- Utrecht–Kampen-vasútvonal

## Kapcsolódó állomások
A vasútállomáshoz az alábbi állomások vannak a legközelebb:
- Wezep vasútállomás
- Nunspeet vasútállomás